# Константина Балаћеану
Константин Балаћеану († 1690. године) је био бојарин из Влашке.

## Биографија
Константин Балаћеану је био син Бадеа „Усурелула“ Балаћеануа и Марије Балаћеану (рођене Кокораску). Ожењен Маријом, ћерком војводе Шербана Кантакузина, био је један од гласника које је послао у Беч да преговара са царском страном. Смрт господара и избор Константина Бранковеануа за владара од стране бојара у земљи, изненадили су га тамо, Балацћеану је уложио напоре да преузме престо. Погинуо је у бици код Зарнестија, борећи се на страни империјалиста против турских, татарских и румунских трупа војводе Константина Бранковеануа.